# Ambinanindroa
Ambinanindroa is een plaats en commune in het zuiden van Madagaskar, behorend tot het district Ambalavao, dat gelegen is in de regio Haute Matsiatra. Tijdens een volkstelling in 2001 telde de plaats 15.000 inwoners.
De plaats biedt naast lager onderwijs ook middelbaar onderwijs aan. 80 % van de bevolking werkt als landbouwer en 15 % houdt zich bezig met veeteelt. Het belangrijkste landbouwproduct is maniok; andere belangrijke producten zijn mais en rijst. Verder is 5 % actief in de dienstensector.